# Reunión ultraderechista en Potsdam de 2023

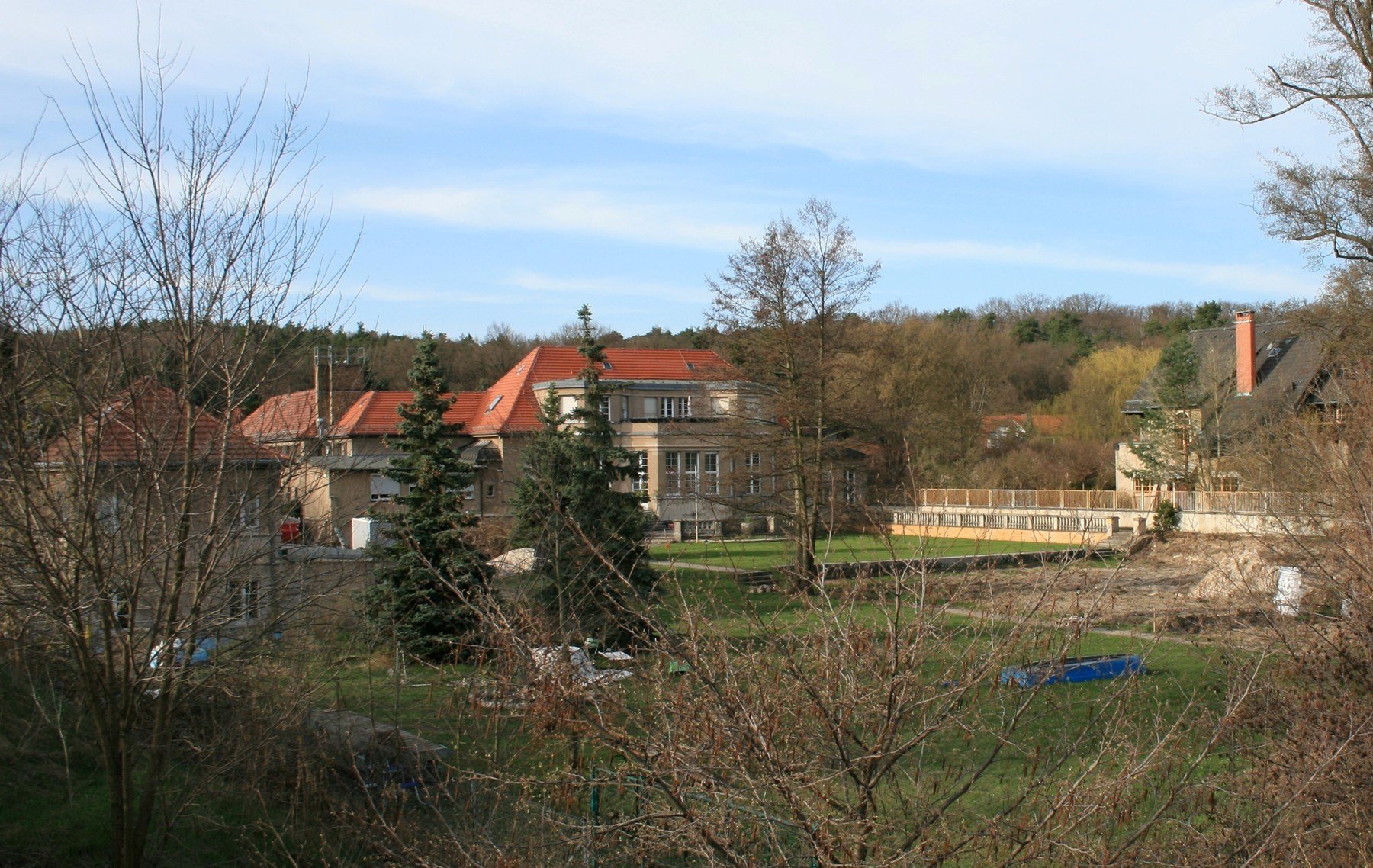
Mansión Adlon en el lago Lehnitz, lugar donde se hizo la Reunión de la extrema derecha en noviembre de 2023

La Reunión de los Extremistas de Derecha o Ultraderechistas en Potsdam, Brandeburgo, Alemania tuvo lugar el 25 de noviembre de 2023 en la mansión Adlon, junto al lago Lehnitz, en Potsdam. En el evento, Martin Sellner, un extremista de derecha austriaco, presentó un plan para la deportación  (llamado Remigración  por Sellner) de determinados sectores de la población en Alemania, es decir, solicitantes de asilo, extranjeros con permiso de residencia y ciudadanos alemanes "no asimilados". A la reunión asistieron, entre otros, algunos miembros del partido populista de derecha alemán Alternativa para Alemania, el partido de centroderecha de la Unión Demócrata Cristiana de Alemania (CDU), la Werteunion (una asociación política conservadora alemana) y el movimiento identitario de extrema derecha (Neonazis). La reunión política fue expuesta por la organización de periodismo de investigación Correctiv en su revista, que publicó sus conclusiones el 10 de enero de 2024.
Esta reunión política de Extrema derecha fue organizada por un dentista jubilado llamado Gernot Mörig, quien alguna vez dirigió una Asociación de Extrema Derecha Alemana Juvenil, y Hans-Christian Limmer, un empresario e inversor.

Tanto las revelaciones sobre el contenido de la reunión como la creación de redes entre el partido de Ultraderecha Alternativa para Alemania y otros extremistas de derecha provocaron una amplia ola de indignación y horror entre los principales estamentos políticos, económicos, culturales y sociales de la República Federal de Alemania. En muchas ciudades alemanas decenas de miles de personas protestaron contra los planes debatidos en la reunión. Lo que siguió fue un debate sobre una posible prohibición del AfD y la expulsión de los miembros de la CDU que asistieron a la reunión. 

## Reunión
Gernot Mörig y Hans-Christian Limmer, de los cuales Limmer no estaba presente, habían realizado la convocatoria. Möring fue un exlíder del "Freibund", una asociación juvenil alemana asociada con el movimiento de extrema derecha alemán, antes de encabezar la Juventud Patriótica Alemana (Heimattreue Deutsche Jugend; HDJ), una asociación neonazi y de extrema derecha.  Limmer es un antiguo asesor de la consultora Roland Berger, más conocido por la adquisición en 2002 de la cadena de panaderías BackWerk y sus inversiones en las empresas de cáterin Hans im Glück y Pottsalat. La invitación a la reunión anunciaba un "Plan Maestro" y un discurso de Martin Sellner. También se recomendó a los participantes que donaran al menos 5.000 €. Se suponía que la reunión sería secreta, pero Correctiv pudo obtener una copia de la invitación. Con la ayuda de fuentes anónimas, así como imágenes de vídeo del interior del hotel, Correctiv reconstruyó con éxito el contenido de la reunión.
Según Correctiv, entre los 22 asistentes se encontraban las siguientes personas:
- Martin Sellner, extrema derecha austriaca y ex portavoz del movimiento identitario austriaco.
- Roland Hartwig, exmiembro del parlamento alemán por AfD y asesor personal de la presidenta de AfD, Alice Weidel, en el momento del evento.
- Gerrit Huy, diputado de AfD en el parlamento alemán.
- Ulrich Siegmund, presidente de la facción AfD en el parlamento estatal de Sajonia-Anhalt.
- Tim Krause, presidente de la facción AfD en el parlamento estatal de Brandeburgo[6] y vicepresidente de la asociación distrital de AfD Potsdam-Mittelmark.
- Ulrich Vosgerau, miembro de la CDU y del consejo directivo de la fundación Desiderius-Erasmus-Stiftung, afiliada a AfD.
- Mario Müller, miembro del movimiento identitario y asistente de investigación del diputado de AfD, Jan Wenzel Schmidt.
- Alexander von Bismarck, miembro de la CDU y ex alcalde de Insel.[7][8]
- Simone Baum, miembro de la CDU[9] [10][11] y presidenta de la sección de Renania del Norte-Westfalia (NRW) del Werteunion.
- Michaela Schneider, miembro de la CDU[9][11] y vicepresidenta de la sección del Werteunion en Renania del Norte-Westfalia (NRW).
- Silke Schröder, miembro de la junta directiva de Verein Deutsche Sprache en el momento del suceso y columnista de la publicación conservadora Deutschland Kurier. También trabajó con la plataforma mediática de extrema derecha austriaca AUF1.
- Henning Pless, practicante alternativo de extrema derecha y esotérico de Kiel.[1][12]
- Gernot Mörig,[13][14]  ex asistente personal de Peter Kurth (CDU), expresidente de la Asociación Federal Alemana de Eliminación de Residuos, Agua y Economía de Materias Primas,[15][16][17] [1]  junto con su esposa Astrid Mörig y su hijo Arne Friedrich Mörig.
- Wilhelm Wilderink y Mathilda Huss[18], los operadores hoteleros de la mansión Adlon.
- Dos empleados, un miembro del movimiento identitario, un médico y un empresario informático.

## Plan Maestro
Martin Sellner, uno de los líderes del movimiento identitario, presentó una propuesta de “Remigración”: un proyecto para enviar a un país del norte de África a unos 2 millones de personas entre solicitantes de asilo, extranjeros y hasta ciudadanos alemanes “no asimilados”.
Sellner también planteó la idea de un "estado modelo" en el norte de África, donde se podrían "trasladar" hasta dos millones de personas y los ayudantes de los refugiados podrían seguirlas.
Según Ulrich Siegmund, los restaurantes extranjeros deberían desaparecer del paisaje urbano y para los clientes de tales establecimientos debería resultar "poco atractivo" vivir en Sajonia-Anhalt. Al parecer, entre los participantes no hubo críticas al plan, sino más bien dudas sobre si podría implementarse. El panel afirmó que para realizar el plan de remigración propuesto, se debe desarrollar un poder prepolítico. El dinero se invertiría en proyectos de influencia, propaganda y campañas para cambiar el "clima de opinión".
Sellner escribió a la agencia de noticias DPA que el plan preveía una zona económica especial en África del Norte, que sería alquilada y organizada como una ciudad modelo. El plan incluía "no sólo deportaciones, sino también ayuda local, una cultura dominante y presión para asimilarse".
Según Correctiv, se habló de desacreditar al Tribunal Constitucional Federal de Alemania, de poner en duda las elecciones democráticas y de luchar contra los medios de comunicación públicos. También hubo debates sobre cómo influir en los jóvenes en las redes sociales con contenidos que serían percibidos como "tesis políticas normales".

## Reacciones
Decenas de miles de ciudadanos alemanes desafiaron las temperaturas bajo cero de la temporada invernal en Alemania y marcharon contra el supuesto plan de la extrema derecha alemana para deportar inmigrantes, contra  la xenofobia y la defensa de la democracia. Los manifestantes solicitaron la prohibición del partido Alternativa para Alemania  Algunas fuentes han informado que hasta 1,4 millones de personas participaron en las protestas del 19 al 21 de enero.